# Gapszyma
Gapszyma (ros. Гапшима) – wieś w Rosji, w Dagestanie, w rejonie akuszyńskim. W 2010 liczyła 1709 mieszkańców, głównie Dargijczyków.